# Brokowo
Brokowo – wieś w Polsce położona w województwie pomorskim, w powiecie kwidzyńskim, w gminie Kwidzyn.
W latach 1945–1954 roku miejscowość była siedzibą gminy Brokowo. W latach 1975–1998 administracyjnie należała do województwa elbląskiego.